# Maria Julia Rodzińska
Blahoslavená Maria Julia Rodzińska, Stanisława Maria Józefa Rodzińska (16. března 1899, Nawojowa – 20. února 1945, Koncentrační tábor Stutthof) byla polská katolická řeholnice řádu dominikánek.

## Život
Narodila se 16. března 1899 Nawojowě varhaníkovi Michałovi a Marianně. Když jí bylo sedmnáct let, vstoupila k Sestrám dominikánkám v Tarnobrzeg-Wielowieśi a tam dne 5. srpna 1924 složila své sliby a ukončila své vzdělání. Jako kvalifikovaná učitelka působila v Mielżyně, Ravě-Ruske a ve Vilniusu. Od roku 1934 jako řeholnice byla přeložena do Vilniusu k práci se sirotky.
Po vypuknutí 2. světové války se zúčastnila tajné výuky polského jazyka, historie, náboženství a humanitární činnosti. V červenci 1943 byla uvězněna gestapem do vězení v Lukiškėsu a odtud šla do koncentračního tábora Stutthof, kde byla zaregistrována s číslem 40992. Byla podrobena mučení, izolaci a ponížení. Podle výpovědi svědků byla andělem dobroty.
Zemřela dne 20. února 1945, z důvodu hladu a nemocí když pomáhala umírajícím židovským vězňům.

## Beatifikace
Blahořečena byla dne 13. června 1999 papežem sv. Janem Pavlem II. ve skupině 108 polských mučedníků z doby nacismu.